# Экология моря
Эколо́гия мо́ря — раздел геоэкологии, изучающий сообщества микро- и макроорганизмов, населяющих морские воды, взаимоотношения между ними, состояние моря и влияние деятельности человека на него.

## Морские экосистемы
Организмы моря можно подразделить на три группы : планктон , бентос и нектон.
Морская экосистема - пространственный комплекс, в рамках которого происходят взаимодействия морских организмов с другими существами и физико-химическими факторами. Под влиянием особенностей прилежащей суши изменяются взаимоотношения организмов в море. Так в засушливые годы, когда уменьшается сток пресных вод в море, заметно повышается солёность воды, и, как следствие, некоторые виды организмов эмигрируют из данной области, а другие, наоборот, временно проникают. Часто конфигурация суши сильно влияет на условия, даже вдали от берега. К примеру, полуострова, мысы могут быть преградой для прохождения морских течений и распространения морских организмов. Таким образом, по разные стороны от полуострова мы получаем две совершенно разные экосистемы (с этим явлением мы сталкиваемся, например, у берегов полуострова Кейп-Код)

## Загрязнение морских вод
С ростом урбанизации и индустриализации перед человечеством все острее встает вопрос сохранения чистой воды. Стоки городов сбрасываются в море. Обеспеченность очистными сооружениями еще отстает от развития промышленности. Промышленные стоки могут содержать кислоты, щелочи, масла и другие органические и неорганические соединения, а также яды и радиоактивные вещества. Основное загрязнение вносит сельское хозяйство (стоки могут загрязнять реки различными ядохимикатами, вымытыми с сельскохозяйственных полей). Загрязнение морей происходит с нарастающей скоростью. Можно произвести общую классификацию химических загрязнителей :
1. биологически нестойкие органические соединения
2. малотоксичные неорганические соли
3. нефтепродукты
4. биогенные соединения
5. вещества со специфическими токсичными свойствами, в том числе тяжелые металлы, биологически жесткие неразлагающиеся органические синтетические соединения.